# Hilda Sjölin

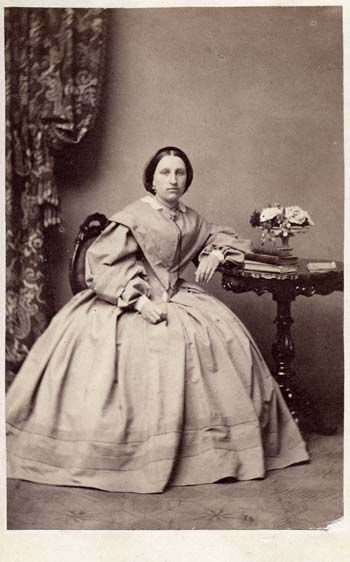
Portret van Ida Hultgren door Hilda Sjölin uit 1863.

Hilda Sjölin (1835–1915) was de eerste professionele vrouwelijke fotograaf in Zweden.
Sjölin groeide op in Malmö als een van vier dochters. Op 24 mei 1860 plaatste ze een advertentie in Malmö waarin ze fotografie op glas, wasdoek en papier aanbood, en in februari 1861 opende zij haar eigen atelier op Västergatan, in haar ouderlijk huis. Al snel was zij de "bekwame concurrent" van de andere fotograaf in de stad, C. M. Tillberg, en hoefde zij niet langer te adverteren. 
Zij stond bekend om haar visitekaart- en portretfotografie en vanaf 1864 kreeg zij opdrachten voor stadsgezichten, waarmee zij de eerste werd die stereografische foto's van Malmö maakte. Na 1870 zijn er geen activiteiten meer van haar bekend. In 1884 vertrok zij uit Malmö; in 1910 verhuisde zij naar Hörby met haar eveneens ongetrouwde zuster. 
Voorbeelden van haar fotografisch werk zijn te vinden op de site van Malmö Museer.
- KulturNav: 7113fdee-b3ab-4196-bb15-04e398d5e089
- PIC: 386401
- LIBRIS: 406985
- Virtual International Authority File: 7449151247961144270009